# Oeneis norma
Oeneis norma är en fjärilsart som beskrevs av Jacob Hübner 1798. Oeneis norma ingår i släktet Oeneis och familjen praktfjärilar. Inga underarter finns listade i Catalogue of Life.